# Marcelo D2
Marcelo D2, de son vrai nom Marcelo Maldonado Gomes Peixoto, né le 5 novembre 1967, à Rio de Janeiro, est un rappeur brésilien. Il est également membre du groupe Planet Hemp, en parallèle à sa carrière solo. Célèbre pour avoir mélangé samba et musique noire, il s'attèle à d'autres genres comme la musique électronique et la beatbox.

## Biographie

### Enfance et jeunesse
Ses parents se sont rencontrés au travail dans une fabrique de tissus. Son père, Dark Gomes Peixot, était le chef du personnel et sa mère, couturière. Sa mère accouche dans un hôpital de São Cristovão, et met au monde Marcelo Maldonado Gomes Peixoto, le 5 novembre 1967. À l'âge de 9 ans, Marcelo et sa famille emménagent à Andaraí. Bien qu'issu d'une famille modeste, Marcelo assiste le plus souvent à la pauvreté et doit rapidement s'adapter à son environnement.

### Planet Hemp
À Rio de Janeiro, Marcello incarne Planet Hemp pour changer de vie[pas clair]. Une rencontre fortuite entre deux hommes dans les rues de Catete aidera à la formation du groupe. Marcelo, qui portait une chemise des Dead Kennedys croise le chemin de Luis Antonio (alias Skunk), vendeur de chemises de rock ; il l'aborde en lui disant : « Tu aimes les Dead Kennedys ? alors prend cette cassette. » La cassette en question contenait des morceaux d'un groupe appelé Dread Flintstones. « Demain, tu me la rends. » De ce dialogue sans prétention nait une amitié et une vocation. Ensemble, ils décident de former un groupe, qui deviendra Planet Hemp.

### Carrière solo
En 1998, Marcelo entame sa carrière musicale en solo, et publie son premier album, Eu tiro é onda. Produit par David Corcos et mixé à New York et Los Angeles par Carlos Bess et Mário Caldato Jr, l'album attire l'intérêt de la jeunesse rap de São Paulo. 
En 2003, D2 quitte définitivement Planet Hemp et se consacre à sa carrière solo. D2 publie son deuxième album, A Procura da batida perfeita qui comprend les morceaux A maldição do samba, Qual é et Loadeando. L'album est aussi distribué en Europe, aux États-Unis et en Asie ; à cette occasion, D2 tourne dans des festivals comme le Wonex, festival de Montreux, Roskilde et le Reading festival, puis à la Cité de la musique à Paris en mars 2005.
En 2013, il publie son nouvel album Nada pode me parar qui sample Milton Nascimento, Ivan Lins et Raul Seixas et fait participer Stephan

## Discographie

### Albums studio
- 1998 : Eu tiro é onda
- 2003 : A Procura da batida perfeita
- 2006 : Meu samba é assim
- 2008 : Arte do barulho
- 2010 : Canta bezerra Da Silva
- 2013 : Nada pode me parar

### Album live
- 2004 :   Acústico MTV

### Compilations
- 2007 :  Perfil